# Bulbonaricus brucei
Bulbonaricus brucei es una especie de pez de la familia Syngnathidae en el orden de los Syngnathiformes.

## Reproducción
Es ovovivíparo y el macho transporta los huevos en una bolsa ventral, la cual se encuentra debajo de la cola.

## Morfología
- Los machos pueden alcanzar los 4,5 cm de longitud total.[2][3]

## Hábitat
Es un pez  de mar y de clima tropical que vive hasta 1 m de profundidad.

## Distribución geográfica
Se encuentra en Pangani (Islas Maziwi, Tanzania ).